# Forza (seria)
Forza – seria wyścigowych gier komputerowych zapoczątkowana w 2005 roku grą Forza Motorsport, produkowana jest przez Turn 10 Studios i wydawana przez Microsoft Studios. Obecnie Forza Motorsport dzieli się na dwie osobne serie: Forza Motorsport i Forza Horizon, która powstała w 2012 roku i jest produkowana głównie przez firmę Playground Games.
Seria od początku istnienia skupiała się na odtwarzaniu specyfikacji technicznej i systemu jazdy dużej liczby samochodów, a także dawała możliwość modyfikacji ich zarówno pod względem mechanicznym jak i wizualnym, przez co często jest postrzegana jako odpowiedź firmy Microsoft na serię gier Gran Turismo, na konsole z serii PlayStation.
W 2010 roku gry z serii Forza Motorsport sprzedały się w około 10 milionach egzemplarzy.

## Gry

### Forza Motorsport (2005)
Pierwsza gra z serii powstała w 2005 roku, wydana na konsolę Xbox, kolejne gry z serii Forza Motorsport czerpały z niej wiele rozwiązań.

### Forza Motorsport 2 (2007)
Kontynuacja gry Forza Motorsport, pierwsza gra z serii wydana na konsolę Xbox 360. Do gry została stworzona specjalna bezprzewodowa kierownica, która nie była jednak wymagana, gdyż gra była kompatybilna z każdym innym kontrolerem.

### Forza Motorsport 3 (2009)
Forza Motorsport zawiera ponad 500 prawdziwych modeli samochodów, od  50 różnych producentów, a także ponad 100 różnych torów wyścigowych. Samochody należały do różnych segmentów – od zwykłych modeli dostępnych w salonach, aż do ekskluzywnych edycji wyścigowych.

### Forza Motorsport 4 (2011)
Przy produkcji Forzy Motorsport 4 brała udział telewizja BBC, dzięki tej współpracy udało się uzyskać m.in. głos Jeremy’ego Clarksona, który wykorzystywano w grze w trybie Autovista. Forza Motorsport 4 to pierwsza gra z serii korzystająca z sensora Kinect.

### Forza Horizon (2012)
Pierwsza gra z serii Forza Horizon. Zrezygnowano z symulacyjnego modelu jazdy znanego z poprzednich gier z serii na rzecz prostszego, zręcznościowego modelu. Gra zawiera także w pełni otwarty świat. Akcja gry rozgrywa się w Kolorado w trakcie festiwalu Horizon.

### Forza Motorsport 5 (2013)
Forza Motorsport 5 to pierwsza część serii wydana na konsolę Xbox One, producenci gry kontynuowali współpracę z BBC, przy produkcji gry obok Jeremyego Clarksona pojawili się także Richard Hammond i James May znani z magazynu motoryzacyjnego Top Gear.

### Forza Horizon 2 (2014)
Gra rozwija pomysły znane z poprzednika – Forza Horizon. Zawiera uproszczony system jazdy i otwarty świat, dodano także kilka nowych elementów np. zmienną pogodę.

### Forza Motorsport 6 (2015)
Gra została wydana 15 września 2015 roku na Xbox One. Powstała także wersja na Windows 10 zatytułowana Forza Motorsport 6 Apex, jest to pierwsza gra z serii na tę platformę.

### Forza Horizon 3 (2016)
Forza Horizon 3 została wydana 27 września 2016 roku, na konsolę Xbox One i system Windows 10. Akcja gry została osadzona w Australii.

### Forza Motorsport 7 (2017)
Gra została wydana 3 października 2017.

### Forza Horizon 4 (2018)
Tytuł ukazał się 2 października 2018. Akcja gry została osadzona w Wielkiej Brytanii. Dodano system zmian pór roku (sezonów).

### Forza Horizon 5 (2021)
Gra ukazała się 9 listopada 2021 roku. Akcja gry została osadzona w Meksyku. Ma największą mapę w serii Forza Horizon.

### Forza Motorsport (2023)
Gra ukazała się 10 października 2023 roku.

## Odbiór
Poniższa tabela przedstawia oceny z agregatorów Metacritic i GameRankings dla poszczególnych części serii (stan z lutego 2019):
| Gra                    | Metacritic | GameRankings |
| ---------------------- | ---------- | ------------ |
| Forza Motorsport       | 92/100     | 93,05%       |
| Forza Motorsport 2     | 90/100     | 89,98%       |
| Forza Motorsport 3     | 90/100     | 92,26%       |
| Forza Motorsport 4     | 91/100     | 90,66%       |
| Forza Horizon          | 85/100     | 86,19%       |
| Forza Motorsport 5     | 79/100     | 79,49%       |
| Forza Horizon 2        | 86/100     | 86,32%       |
| Forza Motorsport 6     | 87/100     | 88,63%       |
| Forza Horizon 3        | 91/100     | 92,14%       |
| Forza Motorsport 7     | 86/100     | 85,20%       |
| Forza Horizon 4        | 92/100     | 92,24%       |
| Forza Horizon 5        | 92/100     | -            |
| Forza Motorsport(2023) | 84/100     | -            |